# Burning Rain
Burning Rain je americká heavy metalová kapela založená kytaristou Dougem Aldrichem a zpěvákem Keithem St. Johnem roku 1998. Pochází z Los Angeles v Kalifornii. Do původní sestavy přizvali bubeníka Alexe Makaroviche (Steelheart) a baskytaristu Iana Mayo. V letech 1999 a 2000 vydala kapela dvě studiová alba – Burning Rain a Pleasure to Burn.
Následně se však kapela rozpadla, neboť oba zakládající členové se rozhodli věnovat jiným projektům. Aldrich odešel do skupiny Whitesnake a St. John začal hrát s Montrose. Obnovení se Burning Rain dočkala až po 12 letech, v roce 2013 ji Aldrich a St. John obnovili. Rytmickou sekci ovšem od té doby tvoří noví hudebníci, totiž Sean McNabb, který hraje na baskytaru a Matt Starr, jenž zasedá za bicí. Tentýž rok nahrála skupina i nové studiové album s názvem Epic Obsession.

## Členové kapely

### Současná sestava
- Doug Aldrich – kytara
- Keith St. John – zpěv
- Sean McNabb – baskytara
- Matt Starr – bicí

### Dřívější členové
- Alex Makarovich – bicí
- Ian Mayo – baskytara

## Diskografie
- 1999 – Burning Rain
- 2000 – Pleasure to Burn
- 2013 – Epic Obsession